# Visconde da Marinha Grande
Visconde da Marinha Grande é um título nobiliárquico criado por D. Carlos I de Portugal, por Decreto de 30 de Junho de 1897, em favor de Afonso Ernesto de Barros.
Titulares
1. Afonso Ernesto de Barros, 1.º Visconde da Marinha Grande.